# Клайн-Куссевиц
Клайн-Куссевиц (нем. Klein Kussewitz) — община в Германии, в земле Мекленбург-Передняя Померания.
Входит в состав района Бад-Доберан. Подчиняется управлению Карбек.  Население составляет 761 человек (на 31 декабря 2010 года). Занимает площадь 14,45 км².